# Haninge HK
Haninge handbollsklubb (Haninge HK) är en handbollsklubb från Haninge kommun, Stockholms län, bildad 1985. Klubben bildas egentligen redan 1984 men då som ett farmarlag 
till Västerhaninge IF. 1985 tar man steget ut på egna ben och i och med det beslutar man i Västerhaninge IF att lägga ner handbollssektion.
Klubben består av cirka 500 medlemmar och har drygt 20 lag i seriespel på ungdomssidan. Därutöver bedriver klubben "bollskola" för yngre barn (år 2024). På seniorsidan har klubben två damlag, ett i division 3 och ett i division 4 samt ett herrlag i division 4.
De sporthallar som HHK bedriver sin huvudsakliga verksamhet i är Åbyhallen i Västerhaninge, Torvalla träningshall i Handen, Vega skola och aktivitetshus i Vega samt Ribbyhallen i Västerhaninge.
HHK arrangerar även en cup i beachhandboll, Ica Maxi Haninge Beach cup, som brukar gå i början av juni.

## Spelare i urval
Flera kända handbollsspelare startade sin karriär som junior i Haninge HK, så som Evelina Eriksson, Jennie Florin och Katarina Chrifi (Arfwidsson).